# Associação Desportiva da Universidade de Caxias do Sul
Associação Desportiva da Universidade de Caxias do Sul é um clube de voleibol de Caxias do Sul, Rio Grande do Sul, que participa da Superliga Brasileira de Voleibol, com o nome de fantasia Fátima/UCS/Multi. Seu maior rival é o Bento Vôlei.